# Ета Джеймс
Ета Джеймс (на английски: Etta James) е американска певица на блус, R&B, рокендрол, джаз, соул и госпел, четирикратна носителка на Грами. Тя също така е включена в залата на рокендрол славата през 1993 година.
Започва да пее в църковния хор на Лосанджелската баптистка църква още на петгодишна възраст. През 1950 година се мести да живее в Сан Франциско, където с още две момичета основава музикално трио. Започва кариерата си през 1954 г. През 1955 година триото на Ета изпълнява песента „The Wallflower“, която достига номер едно в класациите за R&B. Недълго след това Ета Джеймс започва самостоятелна кариера. През 1961 г. излиза албума At Last!, като най-популярни от него стават песните „At Last“, „Don’t Cry“, Baby и „Trust in Me“. От средата на 1970-те до средата на 1980-те кариерата ѝ е в застой, най-вече заради пристрастяването ѝ към наркотици. Завръща се в света на музиката с албума Seven Year Itch.
За нея се твърди, че е мостът между ритъм енд блуса и рокендрола, и на нея са присъдени шест награди Грами и 17 Награди за блус музика. Списание Ролинг Стоунс я поставя на 22-ро място в класацията си „100 най-велики певци на всички времена“ и на 62-ро в класацията „100-те най-велики музикални творци“.
След 2000 година започва да има сериозни проблеми със здравето, теглото и се увеличава значително, през 2003 година претърпява операция, но също така и получава звезда на Алеята на славата в Холивуд. През 2006 година излиза албума „All the Way“. През 2009 година е диагностицирана с Алцхаймер, а през 2010 година е хоспитализирана с инфекциозно заболяване. На 14 януари 2011 година на певицата е поставена нова диагноза – левкемия. Умира на 20 януари 2012 година.

## Живот
Животът на Джеймсета Хокинс започва на 25 януари 1938 г. в Лос Анджелис, щата Калифорния, когато се ражда в семейството на Дороти Хокинс, едва 14-годишна по това време. Баща ѝ никога не е идентифициран. Джеймс спекулира, че той е билярдният състезател Рудолф Уондърон – Минесота Фатс, когото тя среща за кратко през 1987 г. Поради честите отсъствия от апартамента Уотс на майка ѝ, която се среща с различни мъже, и Джеймс заживява с редица настойници, главно „Сарж“ и „Мама“ Лу. Джеймс нарича майка си „Дамата мистерия“.
Джеймс получава своето първо професионално вокално обучение, когато е на 5 години. Тогава тя се среща с Джеймс Ърл Хайнс, тогава музикален директор на хор „Ехтения от Едемската градина“, обслужващ културните нужди на баптистката църква „Сейнт Пол“ в Южноцентрален Лос Анджелис. Там тя става популярна певческа особа, и Сарж се опитва да получи пари за нейното пеене, но от църквата му отказват.